# Jedomělice
Jedomělice település Csehországban, a Kladnói járásban. Jedomělice Řisuty, Malíkovice, Pozdeň, Drnek, Plchov, Libovice és Mšec településekkel határos. Lakosainak száma 437 fő (2024. január 1.).

## Népesség
A település lakosságának változását az alábbi diagram mutatja:
| Lakosok száma | 464  | 456  | 577  | 447  | 339  | 332  | 406  | 407  | 431  | 437  |
|               | 1869 | 1890 | 1921 | 1950 | 1980 | 2001 | 2017 | 2019 | 2022 | 2024 |